# 이세은 (배우)
이세은(李世恩, 1980년 8월 31일 ~ )은 대한민국의 배우이다.

## 학력
- 서울봉은초등학교 (졸업)
- 봉은중학교 (졸업)
- 진선여자고등학교 (졸업)
- 세종대학교 (영화예술학 / 학사)
- 고려대학교 (미디어커뮤니케이션학 / 석사)

## 출연 작품

### 드라마
| 연도 | 방송사 | 제목                                | 배역   | 비고     |
| ---- | ------ | ----------------------------------- | ------ | -------- |
| 2001 | MBC    | 반달곰 내 사랑                      | 선미   | 16부작   |
| 2002 | MBC    | 사랑을 예약하세요                   | 윤희수 | 34부작   |
| 2002 | SBS    | 야인시대                            | 나미꼬 | 124부작  |
| 2002 | KBS2   | 동물원 사람들                       | 이세은 | 135부작  |
| 2003 | KBS2   | 보디가드                            | 한신애 | 22부작   |
| 2003 | MBC    | 대장금                              | 예진   | 54부작   |
| 2005 | MBC    | 굳세어라 금순아                     | 장은주 | 163부작  |
| 2005 | SBS    | 사랑은 기적이 필요해                | 유세비 | 20부작   |
| 2006 | OCN    | 코마                                | 윤영   | 5부작    |
| 2006 | SBS    | 연개소문                            | 고담   | 100부작  |
| 2007 | SBS    | 날아오르다                          | 차유리 | 19부작   |
| 2010 | KBS1   | 근초고왕                            | 위란   | 60부작   |
| 2011 | KBS2   | KBS 드라마 스페셜 - 아내가 사라졌다 | 수진   | 1부작    |
| 2012 | SBS    | 도롱뇽도사와 그림자 조작단          | 허당녀 | 특별출연 |
| 2012 | TV조선 | 지운수대통                          | 한수경 | 20부작   |
| 2014 | KBS2   | 천상여자                            | 이진유 | 특별출연 |
| 2014 | KBS2   | KBS 드라마 스페셜 - 액자가 된 소녀  | 민윤희 | 우정출연 |

### 영화
| 연도 | 제목            | 배역   | 비고 |
| ---- | --------------- | ------ | ---- |
| 2000 | 해변으로 가다   | 영우   |      |
| 2004 | 분신사바        | 이유진 |      |
| 2006 | 그해 여름       | 이수진 |      |
| 2010 | 윙고외파        |        |      |
| 2013 | 더 리플렉션     | 헬렌   |      |
| 2020 | 아들의 이름으로 | 세미   |      |

### 뮤직비디오
- 1998년 태사자 - 애심
- 2003년 성시경 - 차마

### 연극
| 연도 | 제목          | 배역          | 비고 |
| ---- | ------------- | ------------- | ---- |
| 2010 | 너와 함께라면 | 코이소 아유미 |      |
| 2012 | 허탕          | 여죄수3       |      |

### 모델
- 2005년 앙드레김 에코스타일 자선 패션쇼 메인 모델

## 홍보대사
- 2003년 대구유니버시아드대회 홍보대사
- 2005년 생명나눔실천본부 홍보대사
- 2007년 서울특별시 강남구 홍보대사
- 2007년 승가원 홍보대사
- 2010년 제2회 서울국제초단편영화제 홍보대사
- 2011년 라푼젤 도네이션 홍보대사
- 2014년 아름다운가게 홍보대사

## 유행어
- 2002년《야인시대》사쿠라사장 나미꼬에요. 박인애씨~ 참 미인에요.

## 그 외
- 2009년 제1회 서울국제초단편영상제 심사위원

## 수상 및 후보
| 연도 | 시상식                      | 부문                   | 작품       | 결과 |
| ---- | --------------------------- | ---------------------- | ---------- | ---- |
| 2002 | SBS 연기대상                | 여자 조연상            | 야인시대   | 수상 |
| 2007 | 제15회 춘사영화제           | 신인여우상             | 그 해 여름 | 수상 |
| 2007 | SBS 연기대상                | 연속극부문 조연상      | 연개소문   | 수상 |
| 2010 | 제18회 대한민국문화연예대상 | 연기자 부문 여자우수상 | 근초고왕   | 수상 |